# 1535
| 1535               |
| ------------------ |
| Dødsfald - Fødsler |
| • Begivenheder     |

| Gregoriansk kalender | 1535 MDXXXV             |
| Ab urbe condita      | 2288                    |
| Armensk kalender     | 984 ԹՎ ՋՁԴ              |
| Kinesiske kalender   | 4231 – 4232 甲午 – 乙未 |
| Etiopisk kalender    | 1527 – 1528             |
| Jødisk kalender      | 5295 – 5296             |
| Hindukalendere       |                         |
| - Vikram Samvat      | 1590 – 1591             |
| - Shaka Samvat       | 1457 – 1458             |
| - Kali Yuga          | 4636 – 4637             |
| Iransk kalender      | 913 – 914               |
| Islamisk kalender    | 942 – 943               |

Konge i Danmark: Christian 3. 1534-1559
Se også 1535 (tal)

## Begivenheder

### Januar
- 13. januar - den danske konge slår adelshæren ved Helsingborg og slutter borgerkrigen
- 18. januar - byen Lima i Peru grundlægges af Francisco Pizarro

### April
- April, Jacques Cartier opdager Stadacona, Canada (nu Quebec) og i maj, den endnu større by Hochelaga (nu Montreal).

### Juni
- 11. juni - under Grevens Fejde besejrer feltherren Johan Rantzau Lübecks hærfører, grev Johan Hoya, ved Slaget ved Øksnebjerg
- 19. juni - den dansk-svensk-preussiske flådestyrke besejrer Lübecks flåde ved Svendborgsund

### Udateret
- Manco II udnævnes som Sapa Inka-marionet af de spanske Conquistadors.
- Det andet ej succesfulde forsøg af de spanske styrker på at erobre Yucatan.
- Karl 5. erobrer Tunis.
- Wales indlemmes officielt i Kongeriget England.

## Født
- 11. februar – Gregor 14. (Niccolò Sfondrati), pave (1590-1591).
- 2. juni - Pave Leo 11.

## Død
- 6. juli – sir Thomas More, engelsk politiker og forfatter af Utopia; halshugget (født 1478).